# Popis skladbi posvećenih Alojziju Stepincu
Ovo je popis skladbi i glazbenih djela posvećenih blaženomu Alojziju Stepincu.
Tumač kratica: r. - riječi (autor teksta), gl. - glazba (autor glazbe), kant. - kantautor (autor i riječi i glazbe), obr. - obrada (aranžman), harm. - harmonizacija, ugl. - uglazbio, †beat. - označava skladbu skladanu prigodom beatifikacije 1998. u Mariji Bistrici za pohoda Ivana Pavla II.

## Oratoriji
- Šime Marović: Slobodan u istini – Blaženi Alojzije Stepinac (2018.)

## Mise
- Željko Bradić: Hrvatska pučka misa u čast blaženog Alojzija (1998.), r. Joža Prudeus, †beat.
- Zrinka Tomašić: Misa u čast blaženog kardinala Alojzija Stepinca (1999.)
- Davor Terzić, In te Domine speravi

## Popjevke i napjevi
(kronološki pa abecedno)
- Kardinalova Nebesa (1995.), ugl. Mladen Beljan na Stepinčeve tekstove
- Kardinale moj i Doša nam je čovik (1998.), skladbe za klapu (r. Tonči Baučić, gl. Vinko Lesić), †beat.
- Alojzije Blaženi (1999.), r. Stjepan Kralj, gl. Mladen Kvesić
- In Te Domine speravi (1999.), skladba za soliste i mješoviti zbor Miroslava Martinjaka
- Blaženom Alojziju Stepincu (2003.), r. Danijel Načinović, gl. Ljuboslav Kuntarić
- Blaženi naš kardinale (2006.), r. Josip Zidarić, gl. Miroslav Martinjak[1]
- Najsvjetliji li si nam (2008.), kant. Ivan Ćurić, harm. Ivan Andrić
- U ljubavi za svoj narod (2010.), kant. Ivan Široki
- Slugo Božji (2011.), popjevka za dvoglasni zbor i orgulje (r. Josip Zidarić, gl. Šime Marović
- In te Domine speravi (U tebe se, Gospodine, uzdam) (2014.), r. Ivan Čuljak, gl. Stanko Šarić
- Pamtim tvoje ime – Stepincu (2016.), r. Josip Bakalas, gl.Zoran Pavković

### s više obrada
Stepinčeva katedrala (r. Drago Britvić, gl. Dalibor Paulik)
- Dječji zbor »Kardinal Alojzije Stepinac«, zborovođa: Bernardica Kraljević (snimljeno 2003.)

## Popularna duhovna glazba
- On je rekao »NE« (1990.), r. Ivan Široki, izvela »Diadora« na Uskrs festu 1990., izvođena na Stepinčevim notama
- Molitva za kardinala Stepinca, r. Milan Sigetić, gl. Stjepan Mihaljinec, izvela Elvira Voća 1991. na festivalu Stepinčeva katedrala
- In te Domine speravi (1997.), kant. Ivan Široki, s albuma Blago čovjeku koji se uzda u Gospodina
- Dobro došao, Sveti Oče, kant. Željko Pavičić, izvode Vladimir Kočiš Zec, Sanja Doležal, Alen Nižetić, Blanša, dječji zborovi »Klinci s Ribnjaka«, Zbor kardinala Stepinca i »Bim Bam Bom«, †beat.
- Pastir sa srcem Jaganjca, kant. Stjepan Japarić, izveo na Bonofestu 2009.
- Stepinčev put, r. Ivanka Bićak, gl. Željko Pavičić, obr. Danijel Galar, izveli Mladi iz Marije Bistrice na Krapina festu 2009.
- Blaženi Alojzije Stepinac, kant. Tihana Lovrinčević, s albuma 14. festival duhovne glazbe KRAPINAfest '10 (Menart, 2010.)[2]
- Kardinal Alojzije Stepinac, r. Ivica Jurjević, ugl. Marijan i Zlatko Ošlaj, s albuma Hrvatske domoljubne pjesme (Nota bene, 2016.)[3]
- Imamo sveca Alojzija Stepinca (2017.), kant. i izvodi Josip Zorić[4]
- Stepinčeva stijena (2019.), kant. Kazimir Mikašek-Kazo, izvodi Kvartet »Pro patria« i Zbor HRT-a[5]
- Kardinal (2021.), kant. Pere Eranović, obr. Tiho Orlić i Boris Stanić, izvodi Croatica[6]
- Kardinale (2023.), r. Neno Ninčević, gl. i obr. Branimir Mihaljević, izvode Hrvatske ruže[7]

## Skladbe nepoznate ili nenavedene godine nastanka
(abecedno)
- Blaženi Alojzije (kant. Nikola Garašić)
- Hvalospjev kardinalu A. Stepincu (kant. Mandica Tomašić, obr. Zrinka Tomašić)
- In Te Domine speravi (r. Dražen Pavin, snimio »Mir« iz Županje)
- Mučeniče roda moga (kant. Zvonimir Klemenčić Mito, obr. Miroslav Martinjak)
- Svemogući dobri Bože (r. Modest Borak, gl. Branimir Novokmet)
- Stepinčevo vrelo (r. Nenad Marinac, gl. Ivan Pikivača)
- Tvoj te narod (r. Ivan Ćurić, gl. Dejan Bubalo, obr. Ivan Rakonca)
- U čast Stepincu (r. Nedo Zuban, gl. Zoran Jašek)

### s više obrada
Moja je savjest čista (r. Joža Prudeus, gl. Nikica Kalogjera)
- obr. pod više naziva: Kantik mučeniku, Stepinčev kantik, Kantik bl. Alojzija Stepinca
- obr. Zbor »Pelikan«, Tomislav Brajša

Pastiru dobri Alojzije (r. Josip Balog, gl. Dražen Car) 
- obr. Bogoslovski tamburaški sastav, Oktet zagrebačkih bogoslova, Ivo Šeparović